# Hontecillas
Hontecillas – gmina w Hiszpanii, w prowincji Cuenca, w Kastylii-La Mancha, o powierzchni 34,7 km². W 2011 roku gmina liczyła 74 mieszkańców.